# Proyección frontal

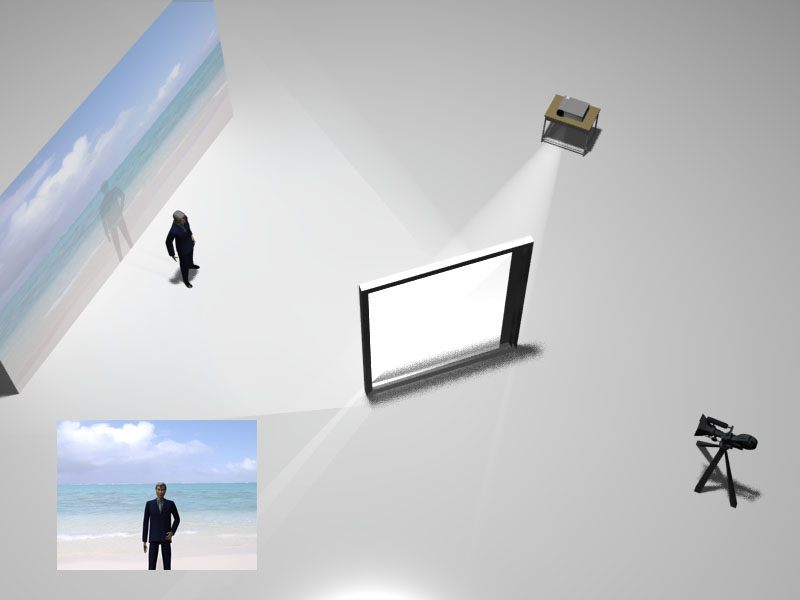
Proyección frontal: el fondo se proyecta en un espejo bidireccional, que refleja la imagen en una superficie altamente reflectante

Se conoce como proyección frontal a la técnica de grabación cinematográfica en estudio que consiste en la proyección de elementos previamente filmados que se van a utilizar como fondo de la acción. De esta forma se podrá filmar a actores reales o maquetas en un estudio con imágenes de fondo en movimiento pregrabadas, y así simular que se encuentran en un determinado lugar. 
La proyección se realiza frontalmente mediante un espejo semitransparente que refleja sobre una pantalla reflectante especial para que refleje la luz hacia la cámara, a fin de evitar que se produzcan sombras. Para llevar a cabo esta técnica el proyector debe ubicarse delante y a un lado de la cámara en un ángulo de 90 grados, y el espejo debe estar situado en un ángulo de 45 grados en relación con el proyector y la cámara.

## Tipos

### Zoptic
Es un sistema de proyección frontal cuyo objetivo es lograr la simulación de movimiento del personaje, dando la ilusión de que se desplaza, utilizando para ello un zum de un proyector frontal que emite la imagen de fondo, y que está sincronizado con otro zum situado en la cámara que graba. Fue creado por Zoran Perisic y utilizado por primera vez en la película de Superman: The Movie (1978) y también en las secuelas posteriores de  1980 y 1983, para simular su vuelo mientras el actor se encontraba suspendido en el aire. Para proporcionar esta sensación se acerca o aleja el zum de la cámara, y de la misma forma, lo lleva a cabo el proyector ampliando y reduciendo el encuadre dando la impresión de que el personaje se encuentra en un entorno real.

### Introvision
Se trata de un proceso más complejo de proyección frontal, desarrollado por Introvision Corporation, mediante el que se introduce de manera más verosímil a los actores dentro de la acción. En esta técnica además de utilizar un proyector y un espejo semitransparente se vale de pantallas perpendiculares, dos glass matte, que enmascara algunos elementos que parecen estar delante del actor, logrando combinar en una sola toma diferentes planos. Se utilizó por primera vez en 1980 para el rodaje de la película Outland, conocida en español como Atmósfera cero. 

## Proyección frontal versus proyección trasera
La proyección frontal presenta diversas ventajas frente a la proyección trasera, en cuanto que se trata de un sistema relativamente económico, la calidad de proyección es superior al no requerir de pantalla difusora. Sin embargo, la cámara y el proyector no pueden moverse una vez colocados. Así mismo, la proyección frontal posee una imagen más brillante y con mayor profundidad, si bien la imagen de fondo debe ser grabada con alta definición ya que perderá cierta calidad.